# Extraliga czeska w szachach
Extraliga, ze względów sponsorskich šachy.cz Extraliga – drużynowa liga szachowa, organizowana w Czechach od 1992 roku przez ŠSČR. Zwycięzca ligi zostaje mistrzem kraju.

## Historia
Na początku 1992 roku zakończyła się ostatnia czechosłowacka liga szachowa. W związku z uznaniem suwerenności Słowacji w 1992 roku, czeskie i słowackie kluby przeprowadziły głosowanie, czy wolałyby zostać w zjednoczonej lidze czesko-słowackiej, czy też utworzyć osobne ligi. Mimo poparcia słowackich klubów dla zjednoczonej ligi w głosowaniu wygrała opcja rozbicia lig. W tej sposób powołano ligę czeską, w której uczestniczyło osiem czołowych klubów ligi czechosłowackiej sezonu 1991/1992 oraz dwa najlepsze kluby z drugiego poziomu rozgrywek. Pierwszym zwycięzcą został Bohemians Praga. W 1995 roku ligę poszerzono do dwunastu drużyn.

## Medaliści
| Sezon     | 1. miejsce                                     | 2. miejsce                                     | 3. miejsce                                     |
| --------- | ---------------------------------------------- | ---------------------------------------------- | ---------------------------------------------- |
| 1992/1993 | Bohemians Praga                                | Dopravní podnik Praga                          | Lokomotiva Ołomuniec                           |
| 1993/1994 | Bohemians Praga                                | Dům Armády Praga                               | Lokomotiva Ołomuniec                           |
| 1994/1995 | Lokomotiva MONING Brno                         | Bohemians Praga                                | Dům Armády Praga                               |
| 1995/1996 | Dům Armády Praga                               | A64 MILO Ołomuniec                             | Bohemians Praga                                |
| 1996/1997 | Dům Armády Praga                               | A64 MILO Ołomuniec                             | DP Mládí Praga                                 |
| 1997/1998 | A64 MILO Ołomuniec                             | Dům Armády Praga                               | NH Ostrawa                                     |
| 1998/1999 | Dům Armády Praga                               | Infinity Pardubice                             | Fuchs Ostrawa                                  |
| 1999/2000 | Infinity Pardubice                             | A64 Lázně Slatinice                            | Dům Armády Praga                               |
| 2000/2001 | DP Holdia Praga                                | Hagemann Opawa                                 | A64 Lázně Slatinice                            |
| 2001/2002 | Hagemann Opawa                                 | Sokol Wyszehrad - VISUS                        | TJ TŽ Třinec                                   |
| 2002/2003 | TJ TŽ Třinec                                   | Hagemann-Slezan Opawa                          | Sokol Wyszehrad - VISUS                        |
| 2003/2004 | Hagemann Opawa                                 | Mahrla Praga                                   | Sokol Pilzno I - INGEM                         |
| 2004/2005 | Bauset Pardubice                               | Mahrla Praga                                   | Lokomotiva Brno-Slezan                         |
| 2005/2006 | Bauset Pardubice                               | Lokomotiva Brno A                              | ŠK Zlín                                        |
| 2006/2007 | Sport Pardubice                                | 1. Novoborský ŠK                               | Labortech Ostrawa                              |
| 2007/2008 | 1. Novoborský ŠK                               | Mahrla Praga                                   | BŠŠ Frýdek-Místek                              |
| 2008/2009 | Mahrla Praga                                   | 1. Novoborský ŠK                               | Sport Pardubice                                |
| 2009/2010 | 1. Novoborský ŠK                               | Mahrla Praga                                   | Sagina Pardubice                               |
| 2010/2011 | 1. Novoborský ŠK                               | A64 Valoz Grygov                               | Tatran Litovel                                 |
| 2011/2012 | 1. Novoborský ŠK                               | Rapid Pardubice                                | Labortech Ostrawa                              |
| 2012/2013 | 1. Novoborský ŠK                               | Rapid Pardubice                                | Tatran Litovel                                 |
| 2013/2014 | 1. Novoborský ŠK                               | Rapid Pardubice                                | BŠŠ Frýdek-Místek                              |
| 2014/2015 | 1. Novoborský ŠK                               | Rapid Pardubice                                | Výstaviště Lysá nad Labem                      |
| 2015/2016 | 1. Novoborský ŠK                               | Výstaviště Lysá nad Labem                      | BŠŠ Frýdek-Místek                              |
| 2016/2017 | 1. Novoborský ŠK                               | Výstaviště Lysá nad Labem                      | Rapid Pardubice                                |
| 2017/2018 | 1. Novoborský ŠK                               | Výstaviště Lysá nad Labem                      | Zikuda Turnov                                  |
| 2018/2019 | Výstaviště Lysá nad Labem                      | GASCO Pardubice                                | 1. Novoborský ŠK                               |
| 2019/2020 | sezon niedokończony z powodu pandemii COVID-19 | sezon niedokończony z powodu pandemii COVID-19 | sezon niedokończony z powodu pandemii COVID-19 |
| 2020/2021 | sezon nie odbył się z powodu pandemii COVID-19 | sezon nie odbył się z powodu pandemii COVID-19 | sezon nie odbył się z powodu pandemii COVID-19 |
| 2021/2022 | 1. Novoborský ŠK                               | Moravská Slavia Brno                           | GASCO Pardubice                                |
| 2022/2023 | 1. Novoborský ŠK                               | Výstaviště Lysá nad Labem                      | BŠŠ Frýdek-Místek                              |
| 2023/2024 | 1. Novoborský ŠK                               | Moravská Slavia Brno                           | Slavia Kromieryż                               |
| 2024/2025 | 1. Novoborský ŠK                               | Výstaviště Lysá nad Labem                      | BŠŠ Frýdek-Místek                              |